# Acianthera fornograndensis
Acianthera fornograndensis là một loài thực vật có hoa trong họ Lan. Loài này được L.Kollmann & A.P.Fontana mô tả khoa học đầu tiên năm 2007.